# 1814 в Україні

## Події
- заснована організація Філікі Етерія

## Особи

### Народились
- 23 січня, Ган Олена Андріївна (1814—1842) — російська письменниця XIX століття, постійний автор журналу «Бібліотеки для читання» та журналу «Отечественные записки».
- 9 березня, Шевченко Тарас Григорович (1814—1861) — український поет, письменник (драматург, прозаїк), художник (живописець, гравер), громадський та політичний діяч. Національний герой і символ України.
- 29 квітня, Садок Баронч (1814—1892) — галицький польський релігійний діяч, історик, фольклорист, архівіст.
- 8 травня, Феофіл (Бенделла) (1814—1875) — митрополит Буковини.
- 8 травня, Думитрашко Костянтин Данилович (1814—1886) — український письменник, поет.
- 8 травня, Стеблін-Камінський Степан Павлович (1814—1885) — український письменник і педагог.
- 3 червня, Гриценко Хведір Хведорович (1814—1889) — український музикант, бандурист, кобзар.
- 26 червня, Дяченко Амос Андрійович (1814—1852) — український математик і педагог. Доктор математики й астрономії.
- 11 липня, Шлейфер Павло Іванович (1814—1879) — маляр-портретист, архітектор і педагог.
- 15 липня, Заблоцький-Десятовський Павло (1814—1882) — український і російський лікар, професор Санкт-Петербурзької Медикохірургічної академії, академік Петербурзької АН.
- 29 липня, Олександр Пшездзецький (1814—1871) — польський письменник, історик, етнограф, видавець.
- 5 вересня, Маврици Кабат (1814—1890) — польський правник, професор і ректор Львівського університету (1874—1875).
- 17 жовтня, Головацький Яків Федорович (1814—1888) — український лінгвіст, етнограф, фольклорист, історик, поет, священик УГКЦ, педагог, громадський діяч. Співзасновник об'єднання «Руська трійця», співавтор збірника «Русалка Дністровая».
- жовтень, Кронеберг Андрій Іванович (1814—1855) — російський перекладач і шахіст. Відомий своїми перекладами Шекспіра.
- Васьков Іван Андрійович (1814 — після 1889) — український художник.
- Метлинський Амвросій Лук'янович (1814—1870) — український поет і етнограф, фольклорист, перекладач, видавець, професор Харківського (1848—1849) та Київського (1849—1854) університетів.
- Полевий Лев (1814—1883) — декан УГКЦ, посол до Райхсрату Австро-Угорщини у 1861—1866 роках; посол до Галицького сейму у 1861—1866 роках.
- Сінкевич Іван Хризостом (1814-1889) — пропаґатор хорового співу в Галичині й на Буковині.

### Померли
- 16 січня, Ієронім Яновський (1736—1814) — ректор Полтавської слов'янської семінарії. Архімандрит Київського Михайлівського Золотоверхого монастиря.
- 15 квітня, Антін (Ангелович) (1757—1814) — ректор Львівського університету (1796—1797). Єпископ Української Греко-Католицької Церкви; з 25 вересня 1808 року 1-й греко-католицький Митрополит Галицький, Архієпископ Львівський і Єпископ Кам'янецький — предстоятель Української Греко-Католицької Церкви.
- 24 квітня, Каєтан Потоцький (канонік) (1751—1814) — польський аристократ гербу Золота Пілява, релігійний діяч РКЦ.
- 30 липня, Нахімов Яким Миколайович (1782—1814) — український російськомовний поет-сатирик.
- 15 грудня, Югасевич-Склярський Іван (1741—1814) — український переписувач та упорядник рукописних книг, іконописць, поет, художник, педагог та збирач фолкльору. Вважається укладачем першого рукописного збірника закарпатських прислів'їв та приказок.
- Григорій (Коханович) (1750—1814) — єпископ Української Греко-Католицької Церкви; з 3 жовтня 1809 Митрополит Київський — предстоятель Української Греко-Католицької Церкви.

## Засновані, створені
- Немирів (санаторій)
- Торгові ряди (Біла Церква)
- Бородіно
- Веселівка (Коростенський район)
- Ланцеве
- Новоіванівка (Оріхівський район)
- Петровірівка
- Сахарове (Березівський район)